# Dioctria podagrica
Dioctria podagrica là một loài ruồi trong họ Asilidae. Dioctria podagrica được Schrank miêu tả năm 1781. Loài này phân bố ở vùng Cổ Bắc giới.